# Александрово (Юринський район)
Алекса́ндрово (рос. Александрово, марій. Александрово) — присілок у складі Юринського району Марій Ел, Росія. Входить до складу Васильєвського сільського поселення.

## Населення
Населення — 24 особи (2010; 43 у 2002).
Національний склад (станом на 2002 рік):
- росіяни — 95 %